# Гай Прастина Месалин
Гай Прастина Месалин (на латински: Gaius Prastina Messalinus) е римски политик и сенатор през 2 век.
Месалин произхожда вероятно от испанските провинции. Той е легат на III Августов легион (legio III Augusta) и легат на провинция Нумидия. През 146 г. напуска Нумидия и на 1 януари 147 г. става консул в Рим заедно с Луций Аний Ларг. След своя консулат Месалин става през 148/151 г. легат на провинцията Долна Мизия (Moesia inferior).
Вероятно негов син е Прастина Месалин, който е доказан като легат на провинция Горна Панония по времето на Комод.